# Zebina
Zebina là một chi ốc biển nhỏ, là động vật thân mềm chân bụng sống ở biển trong họ Rissoidae.

## Các loài
Các loài trong chi Zebina gồm có:
- Zebina browniana (d’Orbigny, 1842)[2]
- Zebina laevigata (C. B. Adams, 1850)[3]
- Zebina malagazzae Sleurs & van Goethem, 2002[4]
- Zebina maxima Bozzetti, 2007[5]
- Zebina paivensis (Watson, 1873)[6]
- Zebina robustior (Gofas, 1999)[7]
- Zebina semipliacta Pease[8]
- Zebina spirata Sowerby[9]
- Zebina tridentata [10]
- Zebina unamae Rolan, 1998[11]
- Zebina villenai Rolán & Luque, 2000[12]